# Baie de Providenia

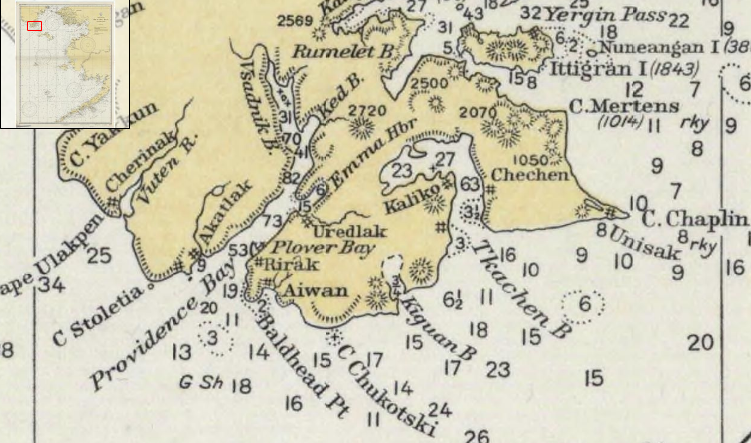
Baie de Providenia 1928

La baie de Providenia (en russe : Бухта Провидения) appelée aussi en anglais baie de la Providence est une baie du golfe d'Anadyr en mer de Béring, au large de la rive sud-orientale de la péninsule Tchouktche.

## Géographie
L'entrée de la baie de Providenia est limitée par le cap de Tête chauve (Lyssaia golova) à l'est et le cap Lesovski (ru) à l'ouest. Le cap Tête chauve est situé à 11 km au nord-ouest du cap Tchoukotski (ru). La largeur de la baie de Providenia est d'environ 8 km à son origine. Sa longueur est de 34 km (mesurée le long de la ligne médiane). La largeur de la baie dans la partie inférieure du port d'Emma est d'environ 4 km, et, au-dessus du port, de 2,5 km. Dans sa partie sud, la baie se dirige vers le nord-est, puis dans sa partie nord, elle s'incurve vers le nord. Sa largeur est alors d'environ 2 km.
Les côtes escarpées de la baie ont une altitude moyenne de 600 à 800 mètres. Dans la baie les marées ont une amplitude d'au moins 1 mètre de haut. De mai à octobre la baie Providenia est totalement ou partiellement libre de glace. À l'entrée de la baie la profondeur maximale est de 35 mètres (USCGS 1928). Plus loin, la profondeur maximale est de 150 mètres environ.
À l'intérieur de la baie de Providenia il existe plusieurs baies plus petites :
- La baie Komsomolskaïa (port Emma) ;
- baie Slavianka (ru) ;
- la baie Ked ;
- baie Vsadnik (ru) ;
- la baie Kecha.

La baie de Komsomolskaïa est située à 14 km de l'embouchure de la baie de Providenia et mesure dans sa partie orientale de 1,5 à 6 km de large avec une profondeur de 11 à 27 м. Sur ses rives se trouvent le village de type urbain Providenia et Oureliki, et également l' aéroport de la baie de Providenia (en). L'entrée de la baie est limitée par les caps Pouzine et Likhatchiov.
La baie de Slavianka se présente comme une zone de mouillage à l'ancre qui est protégé au sud par une sorte de brise-lame naturel. Elle est située à une distance de 8 km de la baie de Providenia.

## Population locale

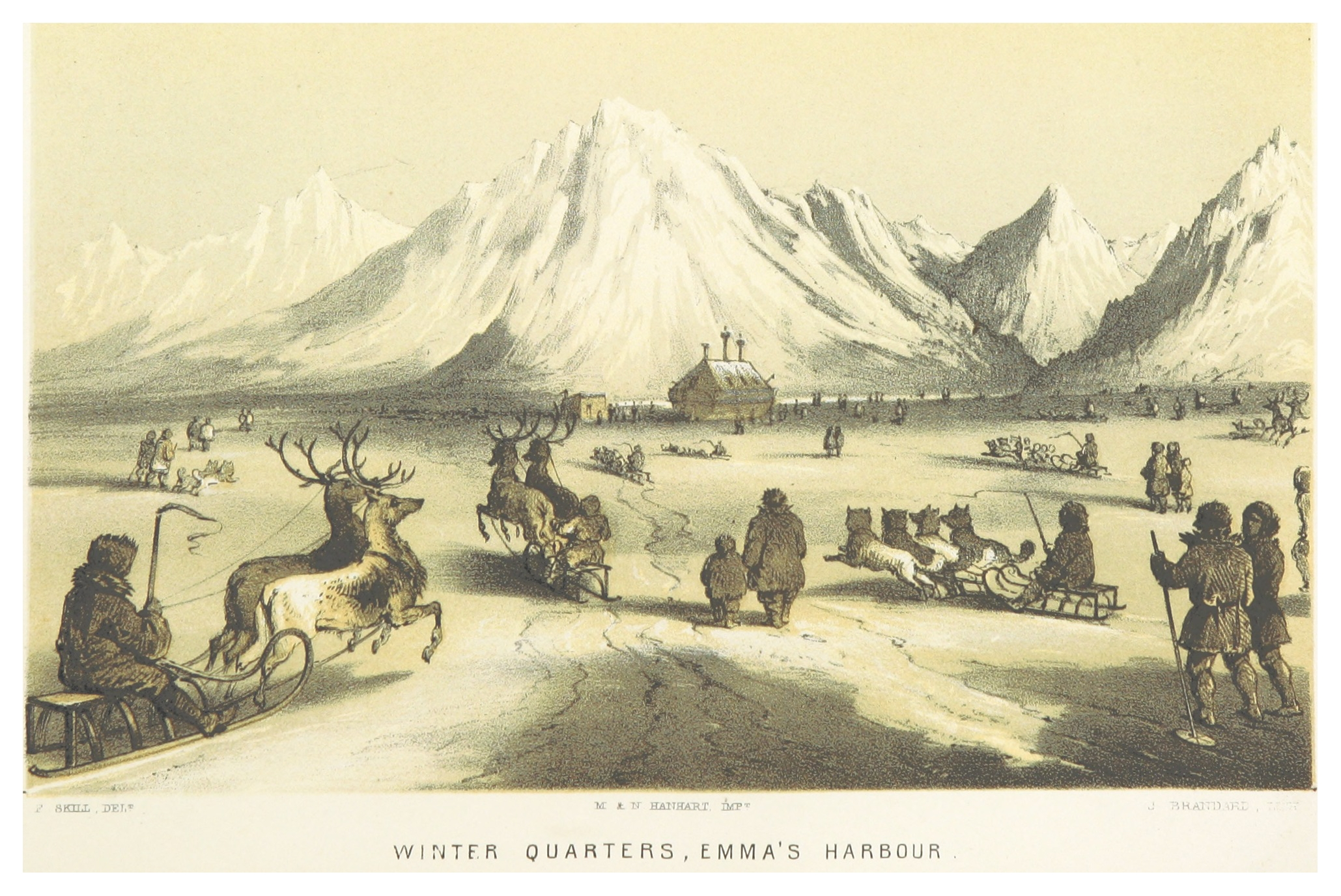
Hooper (1853) Baie Emma, hivernage

Un village de Tchouktches était situé sur la crête Plover. À partir de 1928, à l'époque soviétique, le village a été en partie détruit par des glissements de terrain et les habitants ont été réinstallés dans le port de Providenia.
Il existait également une colonie de Tchouktches à l'est de la baie entre la mer et le lac d'eau douce Istikhed (en).
En 1941, cette colonie a été évacuée pour laisser place à des batteries de défense aérienne.